# Evangelische Kirche Altenhasungen
Die evangelische Kirche ist ein denkmalgeschütztes Kirchengebäude in Altenhasungen, einem Stadtteil von Wolfhagen im Landkreis Kassel (Hessen). Die Kirchengemeinde gehört zum Kirchenkreis Hofgeismar-Wolfhagen im Sprengel Kassel der Evangelischen Kirche von Kurhessen-Waldeck.

## Geschichte und Architektur
Erstmals urkundlich erwähnt wurde die Kirche 1074. Der hohe Westturm, ein Wehrturm, ist aus romanischer Zeit erhalten. Er ist mit einem spätgotischen Spitzhelm mit vier Wichhäuschen bekrönt. Das im Kern romanische Schiff wurde 1740 wahrscheinlich vom Landbaumeister Giovanni Ghezzi erneuert und mit einem außen dreiseitigen und innen rundem Schluss versehen. Die Steinkanzel wurde 1702 angefertigt, die Orgel wurde im 19. Jahrhundert aufgestellt.